# Hugh Laurie
James Hugh Calum Laurie, CBE (Oxford (Engeland), 11 juni 1959) is een Engels acteur, stemacteur, komiek, scenarioschrijver, televisieproducent, televisieregisseur, muzikant en auteur. Hij is in Engeland bekend geworden door zijn werk voor televisie (Blackadder), en dan in het bijzonder door de samenwerking met Stephen Fry als het komisch duo Fry & Laurie. In de Verenigde Staten is hij het meest bekend door zijn rol als Dr. Gregory House in de ziekenhuisserie House. Naast zijn televisiewerk speelde hij in verschillende films, zoals 101 Dalmatiërs met Glenn Close, Stuart Little met Michael J. Fox en Tomorrowland met George Clooney.

## Biografie
Laurie is geboren en getogen in Oxford en studeerde aan Eton en Selwyn College in Cambridge. Zijn vader Ran Laurie won op de Olympische Spelen van 1948 (Londen) een gouden medaille voor roeien (mannen, twee zonder stuurman, met John Wilson) en Hugh was een fervent roeier in zijn studententijd, totdat hij moest ophouden omdat hij klierkoorts (de ziekte van Pfeiffer) kreeg. Hij besloot zich daarna te richten op acteren.
Tijdens zijn eerste jaar aan de universiteit werd hij lid van de Footlights Club in Cambridge, een vereniging die voor veel bekende Britse komieken het startpunt van hun carrière is geweest. In het laatste jaar was hij de voorzitter van de club, Emma Thompson was de vicepresident. In dat jaar (1980) ontmoette hij Stephen Fry tijdens het Edinburgh Festival.
Vervolgens deden zij als duo veel televisiewerk, zoals de komedieserie Jeeves and Wooster en A Bit of Fry and Laurie. Hugh Laurie heeft nu ook een solocarrière opgebouwd als acteur in zowel komische rollen (zoals in Blackadder met Rowan Atkinson, de rol van (adoptie)vader in Stuart Little, een stem in Stuart Little: the animated series en in 101 Dalmatiërs) als meer serieuze rollen, zoals in de film Sense and Sensibility. In het midden van de jaren negentig bracht hij een boek uit, The Gun Seller.
Hugh Laurie is sinds 1989 getrouwd met Jo Green. Van 2004 tot 2012 speelde hij de hoofdrol in House, een Amerikaanse ziekenhuisserie. Hierin vertolkt hij de rol van Dr. Gregory House. De laatste aflevering werd in Amerika op 21 mei 2012 uitgezonden en in Vlaanderen op 3 juni 2012.
Op 23 mei 2007 werd hij benoemd tot officier in de Orde van het Britse Rijk door koningin Elizabeth II wegens zijn verdiensten voor het drama.
Op 5 mei 2011 kwam in Nederland zijn debuutalbum Let Them Talk op cd en lp uit. Het album telt vijftien nummers. Op 7 juli 2012 trad hij op tijdens het North Sea Jazz Festival. En op 20 juli 2013 op Blues Peer.
Voor zijn televisiewerk kreeg Laurie in 2016 een ster op de Hollywood Walk of Fame.

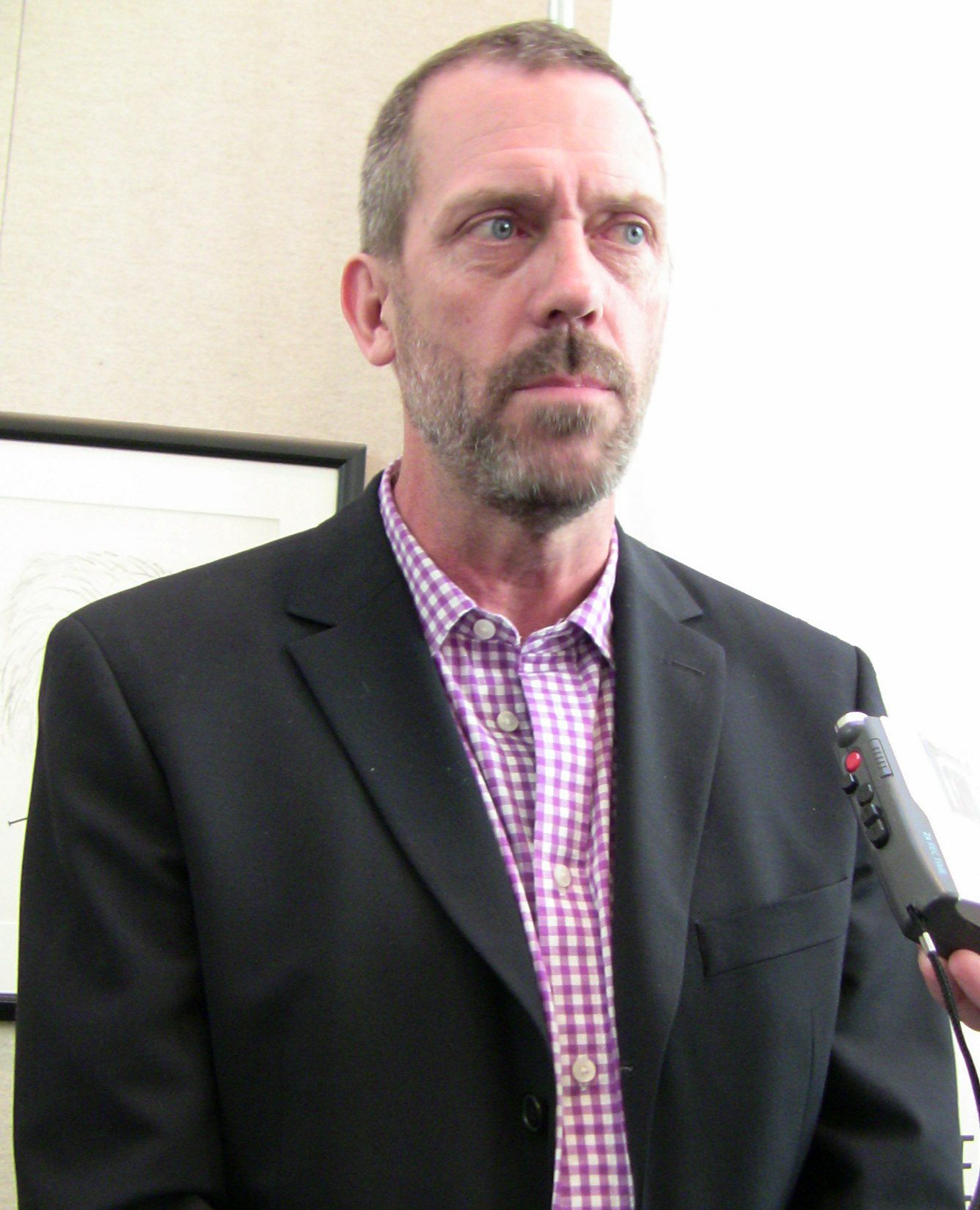
Hugh Laurie in 2009

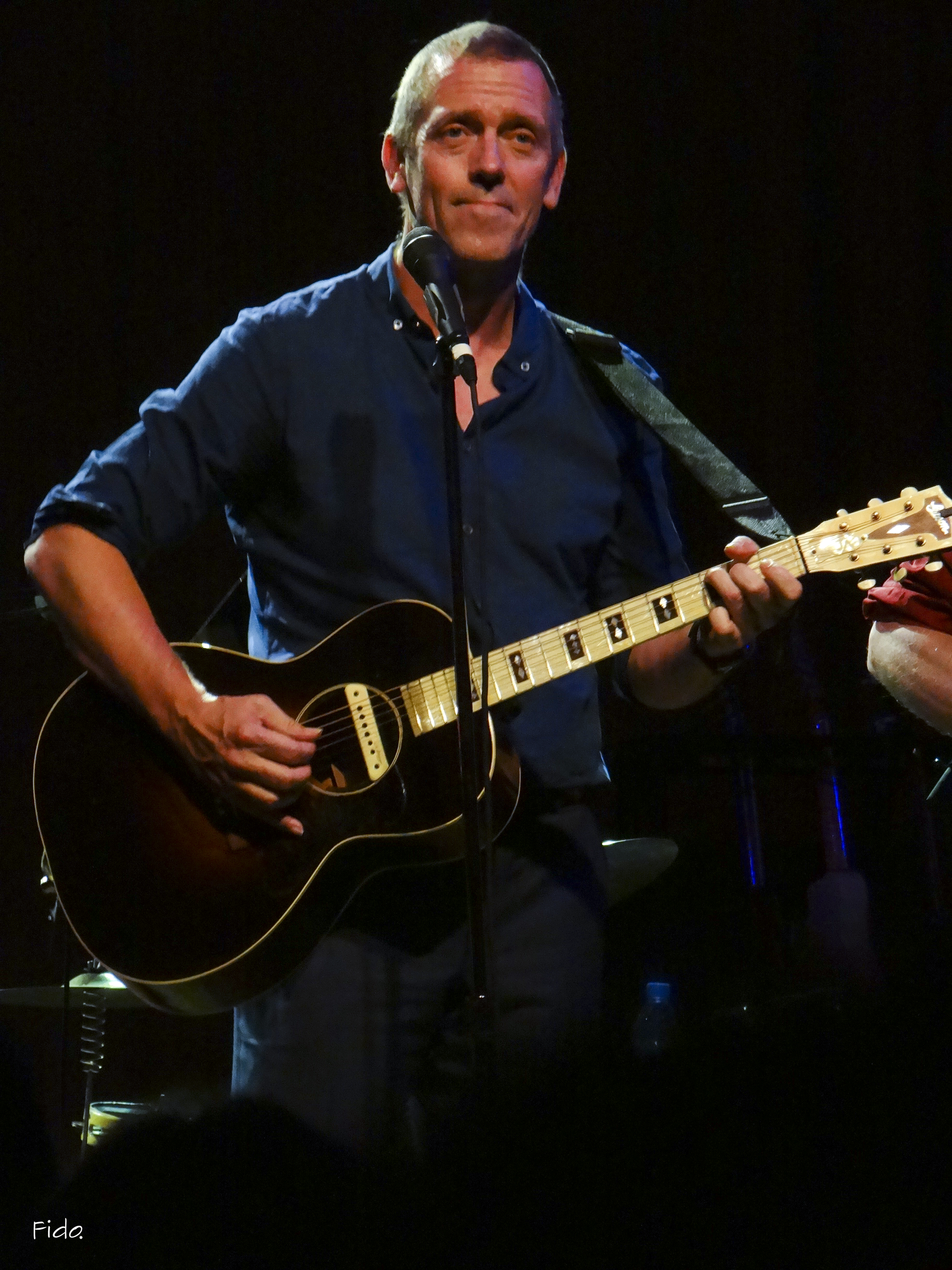
Hugh Laurie in 2012

## Discografie

### Albums
| Album met eventuele hitnotering(en) in de Nederlandse Album Top 100 | Datum van verschijnen | Datum van binnenkomst | Hoogste positie | Aantal weken | Opmerkingen |
| ------------------------------------------------------------------- | --------------------- | --------------------- | --------------- | ------------ | ----------- |
| Let them talk                                                       | 29-04-2011            | 14-05-2011            | 25              | 8            |             |

| Album met hitnotering(en) in de Vlaamse Ultratop 200 albums | Datum van verschijnen | Datum van binnenkomst | Hoogste positie | Aantal weken | Opmerkingen |
| ----------------------------------------------------------- | --------------------- | --------------------- | --------------- | ------------ | ----------- |
| Let them talk                                               | 2011                  | 14-05-2011            | 22              | 16*          |             |
| Didn't it rain                                              | 2013                  | 11-05-2013            | 5               | 1*           |             |